# Nowa Słupia
Nowa Słupia (ehemals Słupia Nowa) ist eine Stadt im Powiat Kielecki der Woiwodschaft Heiligkreuz in Polen. Die Stadt mit 1400 Einwohnern ist Sitz der gleichnamigen Stadt-und-Land-Gemeinde (bis 1954 Gmina Słupia Nowa) mit etwa 9500 Einwohnern.

## Geschichte
Die Stadtrechte wurden 1351 verliehen und 1869 wieder entzogen.
Von 1975 bis 1998 gehörten Ort und Gemeinde zur Woiwodschaft Kielce. Der Bürgermeister Andrzej Czesław Gąsior wurde 2018 bei den Kommunalwahlen in seinem Amt bestätigt. Zum 1. Januar 2019 wurde Nowa Słupia wieder zur Stadt erhoben.

## Gemeinde
Zur Stadt-und-Land-Gemeinde (gmina miejsko-wiejska) Nowa Słupia gehören eine Reihe von Dörfern und kleineren Siedlungen. Ihre Fläche beträgt fast 86 Quadratkilometer.